# Mary Had a Little Lamb (chanson de Paul McCartney)
Pour les articles homonymes, voir Mary Had a Little Lamb.
Singles de Paul McCartney et les Wings
Give Ireland Back to the Irish
(1972) Hi, Hi, Hi
(1972)
Mary Had a Little Lamb est une chanson de Paul McCartney et les Wings écrite par Paul et Linda McCartney en 1972 et parue en single à propos de leur fille Mary McCartney alors enfant. Cette chanson enfantine (« Mary avait un petit agneau ») est souvent considérée comme un pied de nez à la BBC qui avait censuré le single précédent, le très engagé Give Ireland Back to the Irish[source insuffisante]. Cependant, McCartney s'en est depuis défendu.
Au Royaume-Uni, la chanson a cependant séduit suffisamment le public pour se hisser en 9e place des charts. Aux États-Unis, et malgré une mise en avant de la face B (Little Woman Love), plus commerciale, le single n'est monté qu'en 28e position. La chanson a finalement été publiée sur album en piste bonus de Wild Life lors de sa réédition en 1993.